# La vita è facile ad occhi chiusi
La vita è facile ad occhi chiusi (Vivir es fácil con los ojos cerrados) è un film del 2013 diretto da David Trueba.

## Trama
La trama si ispira alla storia vera di Juan Carrión Gañán, un professore di inglese che nel 1966 si recò in viaggio ad Almería. In quel periodo John Lennon si trovava nella città andalusa per partecipare al film Come ho vinto la guerra.

## Produzione
Il titolo del film (in inglese Living is easy with eyes closed) è stato tratto dalla canzone Strawberry Fields Forever dei Beatles. La pellicola contiene, oltre alle immagini realizzate per il film stesso, altre provenienti dall'archivio dei Beatles e di Lennon ad Almería.

## Riconoscimenti
- Premio Goya
  - 2014 - Miglior film
  - 2014 - Miglior regista a David Trueba
  - 2014 - Migliore attore protagonista a Javier Cámara
  - 2014 - Migliore attrice rivelazione a Natalia de Molina
  - 2014 - Migliore sceneggiatura originale a David Trueba
  - 2014 - Miglior colonna sonora a Pat Metheny
  - 2014 - Nomination Miglior costumi a Lala Huete